# Brianyoungita
La brianyoungita és un mineral de la classe dels carbonats. Rep el seu nom en honor de Brian Young (1947-), del Servei Geològic Britànic.

## Característiques
La brianyoungita és un carbonat de fórmula química Zn₃(CO₃,SO₄)(OH)₄. Cristal·litza en el sistema monoclínic. Els cristalls tenen forma de fulles primes allargades al llarg de [010], mesuren fins a 2 m, també en agregats en forma de rosetes. La seva duresa a l'escala de Mohs és de 2 a 2,5. Visualment és similar a l'hidrozincita.
Segons la classificació de Nickel-Strunz, la brianyoungita pertany a «05.BF - Carbonats amb anions addicionals, sense H₂O, amb (Cl), SO₄, PO₄, TeO₃» juntament amb els següents minerals: ferrotiquita, manganotiquita, northupita, tiquita, bonshtedtita, bradleyita, crawfordita, sidorenkita, daqingshanita-(Ce), mineevita-(Y), reederita-(Y), filolitita, leadhil·lita, macphersonita i susannita.

## Formació i jaciments
La brianyoungita és un mineral rar secundari postmina que va ser descobert a la mina Brownley Hill, a Nenthead (Cúmbria, Anglaterra, Regne Unit) en menes de Pb-Zn oxidades allotjades en pedra calcària. També ha estat trobada a Alemanya, Austràlia, Àustria, Bèlgica, Eslovàquia, Eslovènia, Espanya, els Estats Units, França, Grècia, Itàlia, el Japó, Namíbia, Noruega, Sud-àfrica, el Regne Unit i la República Txeca.
Sol trobar-se associada amb altres minerals com: guix, smithsonita, pirita i goethita.